# Strannersdorf (Herrschaft)

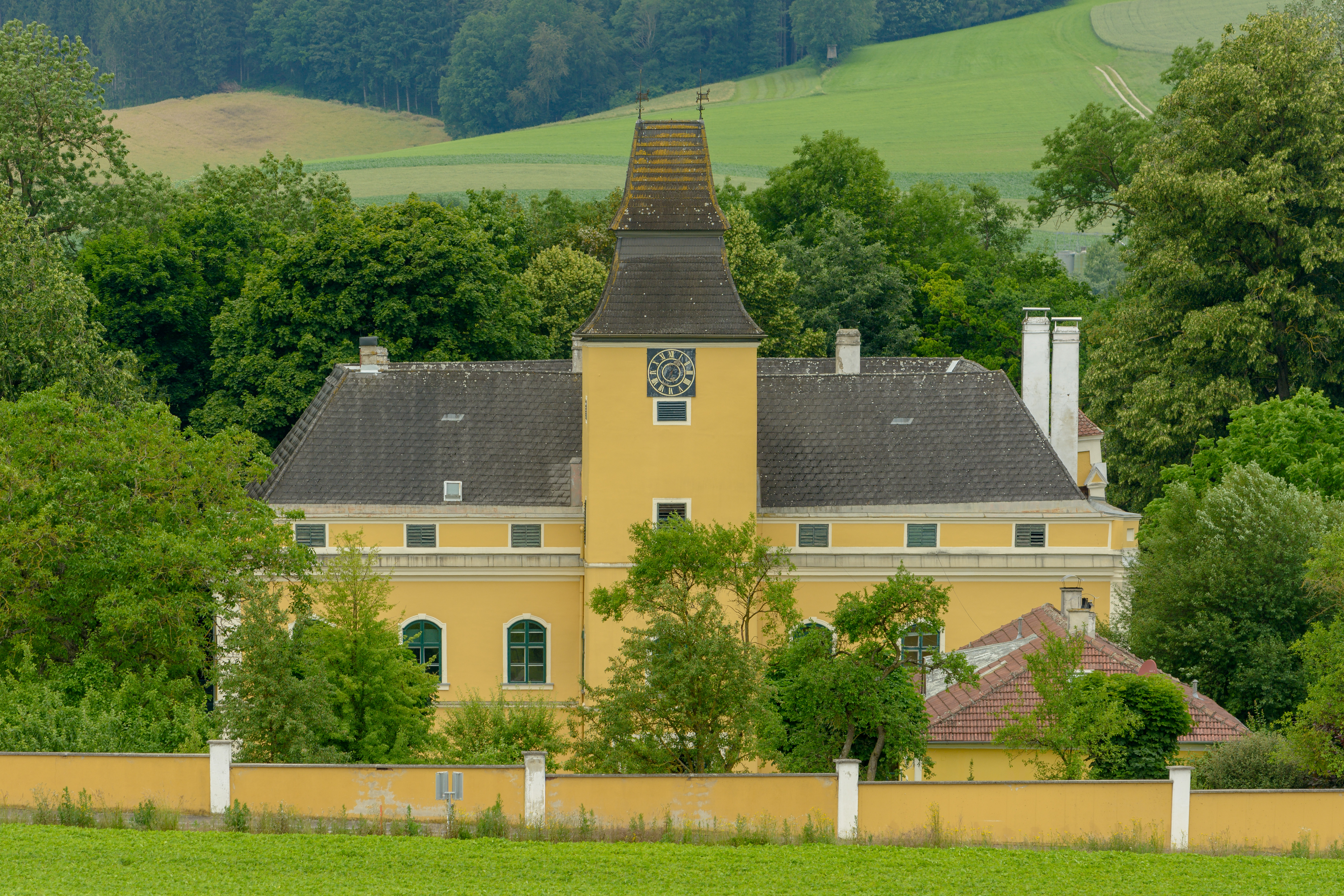
Schloss Strannersdorf, Sitz der Herrschaft (2020)

Die Herrschaft Strannersdorf war eine Grundherrschaft im Viertel ober dem Wienerwald im Erzherzogtum Österreich unter der Enns, dem heutigen Niederösterreich.

## Ausdehnung
Die Herrschaft mit den Gülten Kälberhard, Synabelskirchen, Königsbach und Schönleithen umfasste zuletzt die Ortsobrigkeit über Altenhofen, Busendorf, Bichelreith, Bodendorf, Dorna, Fritzberg, Gries, Hörgstberg, Hörsdorf, Hagberg, Loitzdorf, Mank, Minichhofen, Pölla, Strannersdorf, Simonsberg, Schmidtbach, St. Haus, Wolkersdorf und Wies. Der Sitz der Verwaltung befand sich im Schloss Strannersdorf.

## Geschichte
Der letzte Inhaber der Allodialherrschaft war der k.k. Kämmerer Josef Graf von Seldern, der die Herrschaft aufgrund der Reformen 1848/1849 auflöste.